# Lame Duck
Lame Duck este un film românesc din 2016 regizat de Cristian Bota. Rolurile principale au fost interpretate de actorii Ștefan Mihai, Ana-Maria Guran, Adrian Titieni.

## Distribuție
Distribuția filmului este alcătuită din:
- Ilona Brezoianu
- Adrian Titieni
- Ana-Maria Guran
- Andrei Ciopec
- Ștefan Mihai